# Knut Lindberg
Knut Andreas (Knut) Lindberg  (Göteborg, 2 februari 1882 – aldaar, 6 april 1961) was een Zweedse sprinter en speerwerper. Hij nam deel aan twee Olympische Spelen en veroverde bij die gelegenheden eenmaal een zilveren medaille.

## Loopbaan
In feite begon de olympische ervaring van Lindberg al op de Tussenliggende Spelen van 1906 in Athene, waar hij bij het speerwerpen met een beste worp van 45,17 m een zilveren medaille won achter zijn landgenoot Eric Lemming en voor Bruno Söderström, waarmee dit nummer een volledig Zweedse aangelegenheid werd. Deze Spelen worden echter door het Internationaal Olympisch Comité (IOC) niet erkend.
Twee jaar later deed hij zijn echte olympische ervaring op bij de Olympische Spelen van 1908 in Londen, waar hij deelnam aan de 100 m, het speerwerpen en de olympische estafette. Hij kwam er niet tot aansprekende resultaten.
In 1912, op de Olympische Spelen die in eigen huis, Stockholm, plaatsvonden, strandde Lindberg op de individuele 100 en 200 m in de tweede ronde. Ten slotte liep hij zich op de 4 x 100 m estafette alsnog in de prijzen door samen met zijn landgenoten Ivan Möller, Karl August Luther en Ture Persson in 42,6 s naar de zilveren medaille te snellen, twee tiende van een seconde langzamer dan het winnende team van Groot-Brittannië.

## Titels
- Zweeds kampioen 100 m - 1902, 1904, 1905, 1906, 1907, 1908, 1909, 1911, 1912
- Zweeds kampioen 200 m - 1908, 1909, 1912
- Zweeds kampioen 110 m horden - 1907, 1908, 1909
- Zweeds kampioen 4 x 1 100 m - 1903, 1904, 1907, 1908, 1909, 1911, 1912

## Persoonlijke records
| Onderdeel   | Prestatie | Datum         | Plaats |
| ----------- | --------- | ------------- | ------ |
| 100 m       | 10,6 s    | 1920          |        |
| 200 m       | 22,3 s    | 1920          |        |
| speerwerpen | 45,17 m   | 26 april 1906 | Athene |

## Palmares

### 100 m
- 1902:  Zweedse kamp. - 12,0 s
- 1904:  Zweedse kamp. - 11,8 s
- 1905:  Zweedse kamp. - 11,6 s
- 1906:  Zweedse kamp. - 11,2 s
- 1906: 6e Tussenliggende Spelen
- 1907:  Zweedse kamp. - 11,0 s
- 1908:  Zweedse kamp. - 11,4 s
- 1908: 2e in serie OS - 11,2 s
- 1909:  Zweedse kamp. - 10,8 s
- 1911:  Zweedse kamp. - 11,1 s
- 1912:  Zweedse kamp. - 10,9 s
- 1912: 2e in 2e ronde OS

### 200 m
- 1908:  Zweedse kamp. -23,8 s
- 1909:  Zweedse kamp. - 23,2 s
- 1911:  Zweedse kamp.
- 1912:  Zweedse kamp. - 22,6 s
- 1912: 3e in 2e ronde OS

### 110 m horden
- 1907:  Zweedse kamp. - 16,6 s
- 1908:  Zweedse kamp. - 16,5 s
- 1909:  Zweedse kamp. - 16,8 s

### speerwerpen
- 1906:  Tussenliggende Spelen - 45,17 m

### vijfkamp
- 1906: 6e Tussenliggende Spelen - 37 p.

### 4 x 100 m
- 1902:  Zweedse kamp.
- 1903:  Zweedse kamp. - 50,8 s
- 1904:  Zweedse kamp. - 50,0 s
- 1906:  Zweedse kamp.
- 1907:  Zweedse kamp. - 48,2 s
- 1908:  Zweedse kamp. - 46,6 s
- 1909:  Zweedse kamp. - 48,4 s
- 1911:  Zweedse kamp. - 46,0 s
- 1912:  Zweedse kamp. - 45,2 s
- 1912:  OS - 42,6 s